# Recital 64
Recital 64 (1964) je pásmo písniček Jiřího Suchého a Jiřího Šlitra. Jako nová zpěvačka Semaforu se zde představila Vlasta Kahovcová. Všechny tři zpěváky doprovázela Rytmická skupina divadla Semafor ve složení Jiří Bažant (klavír), Karel Turnovský (bicí), Ladislav Štaidl (kytara) a Stanislav Zeman (kontrabas).
Pořad obsahoval jednak nové písně Suchého a Šlitra, jednak písně jiných autorů (např. Voskovce a Wericha), dále několik již známých semaforských písní napsaných původně pro jiné zpěváky divadla, které v novém podání jejich autoři (převážně Šlitr) parodovali (např. píseň Študent s rudýma ušima z repertoáru Hany Hegerové zpíval Šlitr s žárovkami za ušima „za mohutného chechtání publika včetně Hegerové“ či píseň Klokočí ze hry Taková ztráta krve (1960), kterou Šlitr zpíval se zpožděním oproti doprovodu). V pořadu také Jiří Šlitr zpíval dvě písně známé ze hry Jonáš a tingltangl (1962) v „ruském“ překladu Jiřího Krampola (Tulipán a Klementajn).
V průvodním slově mezi písněmi dělal Jiří Šlitr stále narážky na výsledky ankety Zlatý slavík 1963, ve které skončil na dvacátém místě, zatímco Jiří Suchý obsadil čtvrtou příčku.
Jednoduchou stavbu pořadu vysvětlil Jiří Suchý v programu k představení, kde píše, že uprostřed práce na filmu Kdyby tisíc klarinetů (1964) a příprav jazzové opery Dobře placená procházka (1965) by si Semafor nemohl dovolit další náročný program. K formátu recitalu inspirovala Suchého návštěva Paříže.
Po menší roli klavíristy ve hře Jonáš a tingltangl dospěl Jiří Šlitr v komika právě v Recitalu 64. Jiří Suchý se evidentně stáhl trochu do pozadí, naopak Šlitrovi napsal do libreta mnohem více vtipů.

## Seznam písniček
- Blues touhy po světle
- Dívka, kterou zkazil svět
- Půl párku
- Blues o stabilitě
- Klokočí
- V kašně
- Černá vrána
- Není-li tu ta
- Množení
- Študent s rudýma ušima
- Labutí píseň
- Modrá nálada
- Tento tón mám rád
- Už dávno nejsem dítě
- Pramínek vlasů
- Oči sněhem zaváté
- Bassin Street Blues
- Anna von Cléve
- Kdybych byla andělem
- Zvuky slovenského pralesa
- Big Bad John
- Len túto noc
- Tulipán
- Golem
- Morality
- Klíměntajn

## Záznamy hry

### Zvukové
- nahrávka neznámého data
  - Divadlo Semafor 1959–1969, Supraphon, 1978 – výběr tří písniček (Tento tón mám rád, V kašně a Černá vrána)
  - To byl Jiří Šlitr, B&M Music, 1999 – výběr 9 tracků
  - Po babičce klokočí, Multisonic, 2002 – píseň Klokočí
  - Recital 64, And The End Record, 2006 – kompletní záznam představení

### Obrazové
Na základě představení natočil Ján Roháč s kameramanem Stanislavem Milotou televizní film Recital S + Š (1965), který kopíruje původní Recital 64 a jeho obsazení má stejné složení jako na divadle (doplněné baletem Divadla ABC a Alhambra a dalšími). Původní představení ale muselo být pro potřeby televize zhruba o polovinu zkráceno (na 45 minut) a tak vypadly všechny předělávky jiných autorů a další písně (V kašně). Naopak přibyl nový hit Krajina posedlá tmou. Film vyšel na videokazetě Recital 64 + Zlatý zub (Perplex, 1995). Jednotlivé písničky z filmu také vyšly na DVD, ale nesmyslně roztroušené na všechny tři výběrové tituly Největší hity (Supraphon, 2005), Největší hity 2 (Supraphon, 2007) a Unikáty (Supraphon, 2009), po čtyřech písničkách na každém z nich.

## Recitál 1964/2019
Pod jménem Recitál 1964/2019 se 19. října 2019 odehrál koncert Jiřího Suchého v Dvořákově síni Rudolfina v rámci festivalu Struny podzimu jako připomínka 55 let od uvedení původního Recitalu 64. Písničky z Recitalu 64 zazněly tři, jinak šlo hlavně o průřez tvorbou 60. let, vizuál a filmová ukázka odkazovaly k televiznímu záznamu Recital S + Š. Dvě písně se Suchým zazpívala Jitka Molavcová. Zazněly tyto písně: Margareta, Bledá slečna, Byl jednou jeden král, Labutí píseň, Tento tón mám rád, Klokočí, Mississippi, Tereza, Pramínek vlasů, Kamarádi, Blues na cestu poslední, Nevyplacený blues, Jó, to jsem ještě žil, Blues pro tebe, Slečna v sedmý řadě, Kdykoliv, kdekoliv, Zlatý slunce nad hlavou, Na shledanou a Hluboká vráska. Kompletní záznam koncertu odvysílala Česká televize na programu ČT art 26. prosince 2019 na 50. výročí úmrtí Jiřího Šlitra. Stejný koncert je plánován i pro Struny podzimu 2020.

## Knižní vydání textu hry
- Encyklopedie Jiřího Suchého, svazek 10, divadlo 1963–1969, Karolinum a Pražská imaginace, Praha 2002: s. 33–42.